# Браун, Максимилиан Кристиан Густав Карл
Максимилиан Кристиан Густав Карл Браун (нем. Maximilian Christian Gustav Carl Braun; 1850—1930) — немецкий зоолог и педагог; один из крупнейших гельминтологов конца XIX — начала XX века.

## Биография
Макс Браун родился 30 сентября 1850 года в Мысловице; изучал медицину и естественные науки в университетах Грейфсвальда и Вюрцбурга.
В 1878—1880 гг. читал лекции по зоологии в Вюрцбургском университете в качестве приват-доцента. Одновременно, он некоторое время занимал должность директора Зоологического музея Вюрцбурга.
В 1880 году Макс Браун был приглашен прозектором при анатомической кафедре Дерптского университета; в 1883 году стал в нём профессором зоологии.
После начавшейся русификации в 1886 году перешёл на кафедру зоологии и сравнительной анатомии в Ростокский университет, а в 1890 году начал преподавать в университете Кёнигсберга, которому и посвятил остаток жизни.
Макс Браун умер 19 февраля 1930 года в городе Кёнигсберге.

## Научная деятельность
Научная деятельность Брауна состояла преимущественно в изучении паразитических червей, в особенности паразитов человека. В 1881 году Брауну удалось установить путь заражения млекопитающих широким лентецом: в кишечнике собак, поедавших заражённую плероцеркоидами пресноводную рыбу, личинки развивались в половозрелую стадию. Позже Браун подтвердил этот путь заражения на человеке (на самом себе и студентах-добровольцах).

## Избранная библиография
- «Das zootomische Practicum», 1886, переведено на русский язык;
- «Bronn’s Klassen und Ordnungen».